# Il cerchio (film 2000)
Il cerchio è un film di Jafar Panahi del 2000, vincitore del Leone d'Oro al miglior film alla 57ª Mostra internazionale d'arte cinematografica di Venezia.

## Trama
Otto storie diverse, apparentemente frammentarie, di donne a Teheran il cui cammino si incrocerà drammaticamente al termine chiudendo il Cerchio. Otto donne costrette in qualche modo a nascondersi, a fuggire, ad eludere una colpa per un "reato" che non hanno commesso ma che una società "rigida" impone loro di espiare.

## Struttura
Il film non ha una protagonista centrale: è costruito su una serie di racconti brevi in interconnessione che illustrano le quotidiane sfide che devono affrontare le donne in Iran. Ogni storia si interseca, ma nessuna è completa, lasciando lo spettatore immaginare sia lo sfondo che il finale. Tutti gli attori sono dilettanti, salvo Fereshteh Sadre Orafai che interpreta Pari, e Fatemeh Naghavi, che interpreta la donna che abbandona la figlia.
Per tutto il film, Panahi si concentra sulle piccole regole che simboleggiano le difficoltà della vita per le donne iraniane, come ad esempio la necessità di indossare un chador in determinate circostanze, o l'impossibilità  di viaggiare da sole. Egli usa spesso il contrasto per illustrare sia la felicità che la miseria nella Teheran contemporanea: per esempio, una festa di matrimonio, che simboleggia un lieto fine, si svolge in background mentre una ragazza è abbandonata. Allo stesso modo, la scena in cui Nargess descrive ad Arezou la bellezza del paesaggio della sua città dove è cresciuta giocando con il fratello, avendo cura di evidenziare le imperfezioni della mano dell'artista, è un ricordo struggente di speranza e disperazione che viene eseguito come un filo conduttore nella vita dei suoi personaggi femminili in tutto il film.

## Riconoscimenti
- 57ª Mostra internazionale d'arte cinematografica di Venezia: Leone d'oro al miglior film
- Premio Gianni Di Venanzo 2001: miglior fotografia straniera
- Grand Prix FIPRESCI 2001